# Сундбюбери
Сундбюбери (на шведски: Sundbybergs kommun) е името на община и съответния административен център, разположени в лен Стокхолм, източната част на централна Швеция. Сундбюбери е предградие (град-сателит) на столицата Стокхолм. Намира се на около 10 km на северозапад от централната част на Стокхолм. Статут на търговски град (на шведски шьопинг) полчува през 1888 г., а статут на град през 1927 г. Има жп гара и метростанция. До южната му част се намира стокхолмското летище Брома. Населението на града и общината е 42 626 души (към 31 декември 2013).

## Побратимени градове и села
- Алуксне, Латвия
- Кирконуми, Финландия
- Санкт Файт ан дер Глан, Австрия
- квартал Харингей, Лондон, Англия

## Фотогалерия
- Главната улица на Сундбюбери
- Жилищни сгради в централната част от 1911 г.
- Фонтан в централната част на Сундбюбери
- ЖП гарата на Сундбюбери